# Приостановка работы правительства Нью-Джерси (2006)

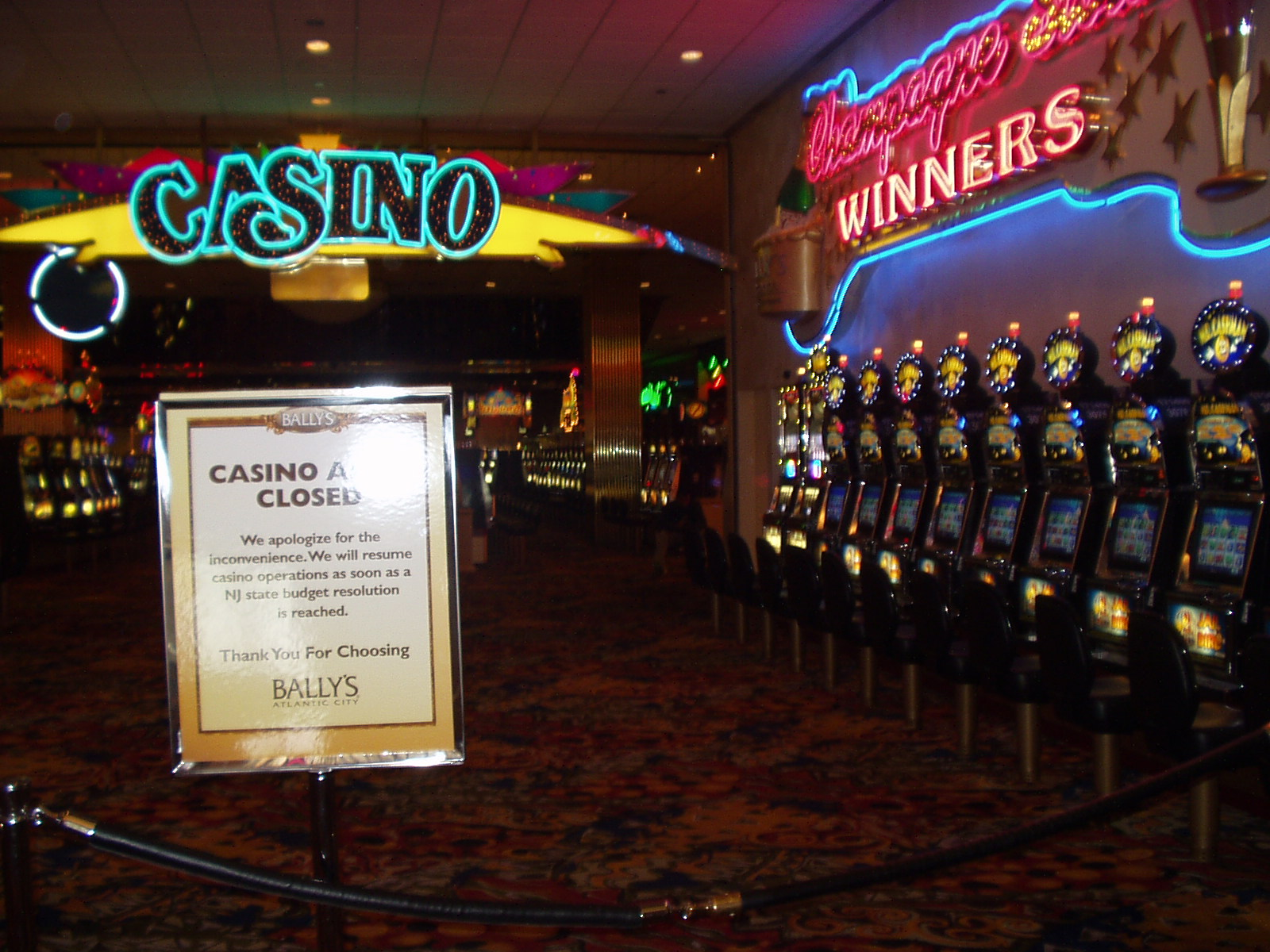
Бэллис — казино, которое временно закрыли во время приостановки работы правительства штата

Приостановка работы правительства Нью-Джерси — первая в истории штата. Была проведена после того, как законодательному собранию и губернатору Джону Корзину не удалось прийти к согласию по поводу бюджета штата в срок, установленный конституцией штата. Более того, между Корзином и законодательным собранием был конфликт по поводу повышения налога с продаж ради ликвидации дефицита бюджета. Воспользовавшись своими конституционными полномочиями губернатора, Корзин предписал приостановку работы правительства штата, чтобы оказать давление на законодательное собрание и вынудить его принять его вариант бюджета. Приостановка работы правительства штата началась в полночь на 1 июля 2006 года, когда Корзин обязал правительство последовательно приостановить функционирование второстепенных государственных служб; через 3 дня — 4 июля последовала вторая серия приостановки.
Приостановка работы правительства Нью-Джерси была официально окончена после того, как 8 июля 2006 года законодательное собрание приняло бюджет. Все государственные службы продолжили функционирование к 8:30 утра 10 июля 2006 года.

## Предыстория
В период выборов губернатора 2005 года Корзин, бывший руководящий сотрудник Goldman Sachs, утверждал, что он «не отягощен старой культурой, историческими хитросплетениями и статусом кво» (англ. not encumbered by an old culture, historical entanglements and the status quo) и что он планирует использовать свой опыт для того, чтобы усовершенствовать бюджетный процесс и сократить расходы. Первый бюджет в 30,9 миллиардов долларов, представленный им как губернатором, включал сокращение расходов на 2 миллиарда, а также повышение налогов на табак, алкоголь и роскошные автомобили. Самым спорным пунктом бюджета было повышение налога с продаж с 6 до 7 %.
Председатель сената штата, бывший губернатор Ричард Коди, высказался о поддержке повышения налога с продаж. К тупику привело генеральная ассамблея, спикер которой, Джозеф Робертс, решительно отверг бюджетный план губернатора. В то время Робертс сказал: «Подавляющее большинство нашего кокуса убеждено, что есть гораздо более привлекательные альтернативы ликвидации дефицита бюджета, чем повышение налога с продаж» (англ. Our caucus feels overwhelmingly that there are much more appealing alternatives to balance the budget than a sales tax increase).